# ScottishPower
ScottishPower Plc ist eine Energieversorgungsgesellschaft mit Hauptsitz in Glasgow, Schottland. Sie besitzt das Stromnetz im Süden Schottlands, versorgt Haushalte und Unternehmen mit Strom und Erdgas in ganz Großbritannien und erzeugt auch Strom für das britische Netz. Sie besitzt die PPM Energy in den USA.
Das Unternehmen wurde 1990 gegründet, im Vorgriff auf die für das Folgejahr geplante Privatisierung der staatseigenen schottischen Stromversorgung. Am 27. April 2006 erhielt ScottishPower die Erlaubnis, Europas größten On-Shore-Windpark zu bauen. Der Windpark mit einer installierten Leistung von 322 MW wird ca. 300 Millionen britische Pfund kosten und sich über ein Gebiet von 55 km² südlich von Glasgow erstrecken.
ScottishPower wurde am 30. März 2007 durch den spanischen Energieversorger Iberdrola für 11,6 Milliarden Pfund übernommen.